# Жан-Батист Дені
Жан-Батист Дені (фр. Jean Baptiste Denis; 1643 — 3 жовтня 1704) — французький лікар, відомий тим, що здійснив перше задокументоване переливання крові людині. Навчався в Монпельє, був особистим лікарем короля Людовика XIV.

## Біографія
Жан-Батист Дені народився в 1643 році в місті Париж у Французькому королівстві. Освіту здобув в університеті Монпельє. З 1664 року почав читати публічні лекції з фізики, математики та медицини у своєму власному будинку в Парижі, і навіть видав їх окремою книгою.
Дені 15 червня 1667 року перелив близько 12 унцій овечої крові п'ятнадцятирічному хлопчикові, в якого була гарячка, після чого хворий швидко одужав. Незабаром здійснив ще одне переливання — робітникові, який також вижив. Третім пацієнтом став шведський барон Густав Бонде, якому медик зробив два переливання, після другого Бонде помер. Взимку 1667 року зробив три переливання крові телячої крові Антуану Моруа, який помер після третього.
У 1673 році Жан-Батист Дені запрошений до Англії королем Чарльзом II. Під час бесіди король побажав дізнатися докладніше про експерименти з переливанням крові та про інші способи лікування. Перебуваючи в Англії, лікар досить успішно полікував французького посла і кількох важливих людей з суду.
Попри пропозиції залишитися, Дені повернувся в Париж, де продовжив займатися математикою та іншими точними науками. Але ніколи більше не повертався до медицини, і, тим більше до проблеми переливання крові.
Після цього навколо діяльності Дені виникло багато суперечок: дружина Моруа стверджувала, що Дені відповідальний за смерть її чоловіка, і в підсумку медик був звинувачений у вбивстві, виправданий, але потім звинувачений дружиною Моруа в заподіянні смерті. У підсумку бувши виправданим судом, Дені, все ж таки, залишив медичну практику. Пізніше слідство встановило, що Моруа помер насправді від отруєння миш'яком.

## Резонанс
Експерименти Дені з переливанням людині крові тварин викликали у Франції бурхливу полеміку, що призвело до офіційної заборони цієї практики в 1670 році. Знову переливання крові було дозволено тільки в 1902 році, коли були відкриті чотири групи крові людини.